# Y Lan
Y Lan (tiếng Trung: 依兰县, Hán Việt: Y Lan huyện) là một huyện thuộc địa cấp thị Cáp Nhĩ Tân, tỉnh Hắc Long Giang, Cộng hòa Nhân dân Trung Hoa. Huyện này có diện tích 4672 km², dân số 390.000 người, mã số bưu chính 154800. Trụ sở chính quyền huyện này ở trấn Y Lan. Huyện Y Lan được chia ra thành 6 trấn (Y Lan, Đạt Liên Hà, Đạo Đài Kiều, Hoằng Khắc Lực, Tam Đạo Cương, Giang Loan), 2 hương và một hương dân tộc.
Y Lan được biết đến là nơi phát tích của hoàng tộc Ái Tân Giác La nổi tiếng của triều đại Nhà Thanh.